# Mandeltråding
Mandeltråding (Inocybe muricellata) är en svampart som beskrevs av Bres. 1905. Enligt Catalogue of Life ingår Inocybe muricellata i släktet Inocybe,  och familjen Inocybaceae, men enligt Dyntaxa är tillhörigheten istället släktet Inocybe,  och familjen Crepidotaceae. Arten är reproducerande i Sverige. Inga underarter finns listade i Catalogue of Life.
I den svenska databasen Dyntaxa används istället namnet Inocybe hirtella för samma taxon.  Arten är reproducerande i Sverige.